# Hal Ambro
Harold Ambro dit Hal Ambro (1er août 1913, Saint-Louis, Missouri - 1er février 1990, Woodland Hills, Los Angeles, Californie) était un animateur et réalisateur américain ayant travaillé pour les Studios Disney au début de sa carrière puis pour de nombreux studios par la suite dont DePatie-Freleng Enterprises et Chuck Jones Enterprises.

## Filmographie
- 1946 : La Boîte à musique
- 1946 : Mélodie du Sud
- 1948 : Johnny Pépin-de-Pomme
- 1948 : Mélodie Cocktail
- 1949 : Le Crapaud et le Maître d'école
- 1951 : Alice au pays des merveilles
- 1950 : Cendrillon
- 1953 : Peter Pan
- 1953 : Melody
- 1955 : La Belle et le Clochard
- 1959 : La Belle au bois dormant
- 1960 : Popeye the Sailor, réalisateur animation, 1 épisode
- 1961 : Les 101 Dalmatiens
- 1961 : The Alvin Show (en), série télévisée
- 1962 : Chat, c'est Paris (Gay Purr-ee)
- 1963 : Merlin l'Enchanteur
- 1964 : Mary Poppins
- 1964 : Winnie l'ourson et l'Arbre à miel
- 1967 : Tom : surfeur (Surf-Bored Cat)
- 1967-1968 : Spider-Man, 39 épisodes
- 1967 : The Pogo Special Birthday Special, série télévisée
- 1970 : Horton Hears a Who! (en) (1970), série télévisée
- 1970 : Docteur Dolittle (Doctor Dolittle) (2 épisodes, 1970)
- 1970 : The Phantom Tollbooth (en), supervising animateur
- 1971 : The Cat in the Hat (en), série télévisée
- 1973 : Le Petit Monde de Charlotte, key animateur
- 1973 : The Cricket in Times Square, série télévisée
- 1973 : B.C.: The First Thanksgiving, série télévisée
- 1973 : A Very Merry Cricket (en), série télévisée (master animateur
- 1975 : Rikki-Tikki-Tavi, série télévisée master animateur
- 1975 : Yankee Doodle Cricket (en), série télévisée master animateur
- 1975 : The White Seal, série télévisée, master animateur
- 1976 : Mowgli's Brothers (en), série télévisée
- 1977 : Les Aventures de Winnie l'ourson (séquence Winnie l'ourson et l'Arbre à miel)
- 1977 : Raggedy Ann & Andy: A Musical Adventure, animation du personnage de Babette
- 1977 : A Flintstone Christmas (en), série télévisée
- 1977 : The All-New Super Friends Hour (en), layout : 8 épisodes, animateur : 7 épisodes
- 1977 : Scooby's All Star Laff-A-Lympics (en), série télévisée
- 1982 : Heidi's Song (supervising animateur)
- 1982 : Jokebook (en) TV series (animation supervisor)
- 1987 : Rock Odyssey (en)